# Rudaki

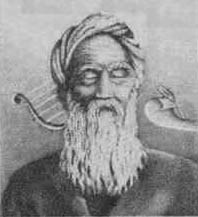
Rudaki op een Iraanse postzegel (1964)

Rudaki (Perzisch: رودکی) (ca. 859 - ca. 940) was een Perzisch dichter, die algemeen wordt beschouwd als de vader van Perzische poëzie. Hij was de eerste belangrijke dichter die zich bediende van het Nieuwperzisch, geschreven in het Abjad.
Rudaki wordt in Perzië (Iran) en andere Perzischsprekende landen (Afghanistan en Tadzjikistan) nog altijd geëerd als nationaal dichter. Hij schreef naar schatting honderdduizend strofen, waarvan er slechts een kleine duizend bewaard zijn gebleven. Een andere belangrijke verdienste waren zijn vertalingen vanuit het Arabisch naar het Nieuwperzisch.
Rudaki schreef als eerste in de zogenoemde rubai-vorm, kwatrijnen met het rijmschema a a b a (of a a a a).
Rudaki was hofdichter van de Samanidische leider Nasr II, tot hij in 937 uit de gratie viel. Hij stierf in armoede.